# FINA Water Polo World League 2007 (femminile)
La 4ª edizione femminile della World League di pallanuoto, organizzata dalla FINA, si è svolta tra il 29 maggio e l'8 luglio 2007.
Per la prima volta il turno di qualificazione si è disputato su base continentale. Hanno conquistato la qualificazione alla Super Final di Montréal le prime due classificate di ogni zona.

## Turno di qualificazione

### Americhe
- Los Alamitos,  Stati Uniti

|    | Squadra     | Pti | G | V | VR | PR | P | GF | GS | Diff |
| -- | ----------- | --- | - | - | -- | -- | - | -- | -- | ---- |
| 1. | Stati Uniti | 6   | 2 | 2 | 0  | 0  | 0 | 32 | 8  | +24  |
| 2. | Canada      | 3   | 2 | 1 | 0  | 0  | 1 | 24 | 16 | +8   |
| 3. | Porto Rico  | 0   | 2 | 0 | 0  | 0  | 2 | 7  | 39 | -32  |

- 1º giugno

| Canada | 19 - 4 | Porto Rico |

- 2 giugno

| Stati Uniti | 20 - 3 | Porto Rico |

- 3 giugno

| Stati Uniti | 12 - 5 | Canada |

### Asia/Oceania
- Tianjin,  Cina

|    | Squadra       | Pti | G | V | VR | PR | P | GF | GS | Diff |
| -- | ------------- | --- | - | - | -- | -- | - | -- | -- | ---- |
| 1. | Australia     | 18  | 6 | 6 | 0  | 0  | 0 | 82 | 28 | +54  |
| 2. | Cina          | 11  | 6 | 3 | 1  | 0  | 1 | 53 | 52 | +1   |
| 3. | Giappone      | 7   | 6 | 2 | 0  | 1  | 3 | 44 | 71 | -27  |
| 4. | Nuova Zelanda | 0   | 6 | 0 | 0  | 0  | 6 | 48 | 76 | -28  |

- 29 maggio

| Australia | 14 - 6 | Nuova Zelanda |
| Cina      | 8 - 6  | Giappone      |

- 30 maggio

| Giappone  | 13 - 9 | Nuova Zelanda |
| Australia | 11 - 6 | Cina          |

- 31 maggio

| Australia | 12 - 9 | Giappone      |
| Cina      | 9 - 8  | Nuova Zelanda |

- 1º giugno

| Nuova Zelanda | 8 - 16        | Australia |
| Giappone      | 11 - 12 (rig) | Cina      |

- 2 giugno

| Nuova Zelanda | 10 - 11 | Giappone  |
| Cina          | 5 - 9   | Australia |

- 3 giugno

| Giappone      | 1 - 13 | Australia |
| Nuova Zelanda | 7 - 13 | Cina      |

### Europa
- Kiriši,  Russia

|    | Squadra     | Pti | G | V | VR | PR | P | GF | GS | Diff |
| -- | ----------- | --- | - | - | -- | -- | - | -- | -- | ---- |
| 1. | Grecia      | 12  | 5 | 4 | 0  | 0  | 1 | 53 | 48 | +5   |
| 2. | Spagna      | 12  | 5 | 4 | 0  | 0  | 1 | 57 | 45 | +7   |
| 3. | Paesi Bassi | 12  | 5 | 4 | 0  | 0  | 1 | 54 | 42 | +12  |
| 4. | Russia      | 6   | 5 | 2 | 0  | 0  | 3 | 68 | 53 | +15  |
| 5. | Ungheria    | 3   | 5 | 1 | 0  | 0  | 4 | 41 | 57 | -16  |
| 6. | Germania    | 0   | 5 | 0 | 0  | 0  | 5 | 40 | 68 | -28  |

- 13 giugno

| Paesi Bassi | 19 - 2  | Ungheria |
| Grecia      | 13 - 11 | Spagna   |
| Russia      | 22 - 9  | Germania |

- 14 giugno

| Paesi Bassi | 11 - 3 | Germania |
| Spagna      | 9 - 4  | Ungheria |
| Grecia      | 10 - 9 | Russia   |

- 15 giugno

| Spagna | 11 - 10 | Paesi Bassi |
| Grecia | 12 - 10 | Germania    |
| Russia | 16 - 6  | Ungheria    |

- 16 giugno

| Spagna      | 9 - 7   | Germania |
| Grecia      | 9 - 8   | Ungheria |
| Paesi Bassi | 12 - 10 | Russia   |

- 17 giugno

| Paesi Bassi | 10 - 9  | Grecia   |
| Ungheria    | 14 - 11 | Germania |
| Spagna      | 17 - 11 | Russia   |

## Super Final
Le qualificate hanno ereditato i punteggi degli scontri diretti delle eliminatorie. Dopo il girone preliminare si sono disputate direttamente le finali.

### Fase preliminare
|    | Squadra     | Pti | G | V | VR | PR | P | GF | GS | Diff |
| -- | ----------- | --- | - | - | -- | -- | - | -- | -- | ---- |
| 1. | Stati Uniti | 15  | 5 | 5 | 0  | 0  | 0 | 35 | 17 | +18  |
| 2. | Australia   | 9   | 5 | 3 | 0  | 0  | 2 | 39 | 37 | +2   |
| 3. | Canada      | 8   | 5 | 2 | 1  | 0  | 2 | 42 | 35 | +7   |
| 4. | Grecia      | 7   | 5 | 2 | 0  | 1  | 2 | 35 | 33 | +2   |
| 5. | Spagna      | 6   | 5 | 2 | 0  | 0  | 3 | 37 | 39 | -2   |
| 6. | Cina        | 0   | 5 | 0 | 0  | 0  | 5 | 21 | 48 | -27  |

- 4 luglio

| Australia   | 9 - 8  | Grecia |
| Stati Uniti | 12 - 3 | Spagna |
| Canada      | 13 - 5 | Cina   |

- 5 luglio

| Stati Uniti | 9 - 8  | Australia |
| Canada      | 9 - 8  | Spagna    |
| Grecia      | 12 - 7 | Cina      |

- 6 luglio

| Spagna      | 12 - 11       | Australia |
| Stati Uniti | 9 - 2         | Cina      |
| Canada      | 12 - 11 (rig) | Grecia    |

- 7 luglio

| Spagna      | 14 - 7 | Cina   |
| Stati Uniti | 5 - 4  | Grecia |
| Australia   | 11 - 8 | Canada |

### Finali
- 8 luglio

#### 5º posto
| Spagna | 19 - 8 | Cina |

#### 3º posto
| Canada | 4 - 6 | Grecia |

#### 1º posto
| Stati Uniti | 8 - 4 | Australia |

## Classifica finale
| Pos. | Squadra     |
| ---- | ----------- |
|      | Stati Uniti |
|      | Australia   |
|      | Grecia      |
| 4    | Canada      |
| 5    | Spagna      |
| 6    | Cina        |

## Classifica marcatrici
|  | Gol | Marcatore            | Squadra   |
|  | --- | -------------------- | --------- |
|  | 36  | Blaca Gil            | Spagna    |
|  | 25  | Kate Gynther         | Australia |
|  | 21  | Angeliki Gerolymou   | Grecia    |
|  |     | Antigoni Roumpesi    | Grecia    |
|  | 18  | Evangelia Moraitidou | Grecia    |
|  |     | Jennifer Pareja      | Spagna    |
|  | 17  | Suzie Fraser         | Australia |
|  | 16  | Nikita Cuffe         | Australia |

### Riconoscimenti
- Miglior giocatrice: Kate Gynther,  Australia
- Miglior portiere: Victoria Brown,  Australia